# 雪国 (カクテル)
雪国（ゆきぐに）は、ウォッカをベースとするカクテルであり、ショートドリンク（ショートカクテル）に分類される。
「日本で誕生したオリジナル・カクテル」の代表の1つとして挙げられる。
甘みと酸味にバランスが良く、女性やアルコールに強くない人にも好まれている。

## 概要
山形県酒田市でバー・喫茶店ケルン (Kern) を経営していた井山計一が考案し、1959年に発表した。
当時、壽屋（現・サントリー）はトリスバーを組織して日本全国に展開しており、トリスバーでは開高健編集の小冊子『洋酒天国』を配布していた。この『洋酒天国』にて創作カクテルコンテスト「全日本ホーム・カクテル・コンクール」が公募されており、雪国は第3回ノーメル賞グランプリのグランプリ作品である。1959年10月に発行された『洋酒天国』40号では、全国のトリスバーでのアンケートから「1959年のカクテルベスト10」を掲載しているが、雪国は9位にランクインしている。
北方系の蒸留酒であるウォッカを使用し、グラスの縁は白砂糖をまぶすスノースタイル、全体の色も寒色系に仕上げるといったコンセプトの統一が図られている。
このカクテルの名称の由来は長らく「川端康成の小説『雪国』に着想を得たもの」だと言われていた。本記事の旧版にもそのように記載があるが、小説ではなく、井山が創作していた川柳をもとにしている。
2018年には井山の生涯とカクテル「雪国」誕生秘話を追ったドキュメンタリー映画『YUKIGUNI』が制作され、2019年1月より公開された。2021年に亡くなった井山の追悼イベントとして2022年5月9日から同年5月16日の間は日本全国43のバーで「YUKIGUNI NIGHT」が開催され、それぞれにアレンジされた「雪国」が提供された。

## 受賞までの経緯
井山は様々なカクテルのコンクールに何十回と応募しては落選を繰り返していた。雪国を作ったのも、その時たまたまカウンターにウォッカ、ホワイト・キュラソー、ライムジュースの3つが並んでいたものを組み合わせたものであった。東北地区の予選を3位で通過したこと電話で伝えられたが、井山はすっかり雪国のことを忘れていた。
東北予選の時点ではミントチェリーはグラスの縁に飾ってあった。東北地区の予選通過後、仙台のバーテンダー協会の会長がミントチェリーをグラスの底に沈めるよう改変して全国大会に提出。井山は全国大会の場で改変を知ることになるのだった。
上述のように全国大会で雪国がグランプリを獲得するのであるが、東北地区のカクテルの1位と2位がそれぞれ銅賞と銀賞を受賞済であったため、井山はバーコートから背広に着替えて帰り支度をしていたため、背広姿で賞を受けたのであった。

## レシピの例
材料
- ウォッカ - 40ml
- ホワイト・キュラソー - 20ml
- ライム・ジュース （ライム・コーディアル） - 2tsp
- ミント・チェリー、あるいは、緑のマラスキーノ・チェリー - 1個
- グラニュー糖 - 少々（グラスをスノースタイルにするため）

作り方
1. グラニュー糖でカクテル・グラスの縁をスノースタイルにする。
2. ウォッカ、ホワイト・キュラソー、ライム・ジュースをシェイクする。
3. スノースタイルにしたカクテル・グラスに注ぐ。
4. グラスの底にチェリーを沈める。

井山が作る際には以下のようなこだわりがあった。
- スノースタイルにする砂糖は「粉雪」とするため、上白糖をミキサーで潰したものを用いていた。
- スノースタイルはグラスの縁の外側だけにする。これはグラスの内側に砂糖が着くと飲み物の中に糖分が入ることで味が変化することを嫌ったためである。